# Huelva

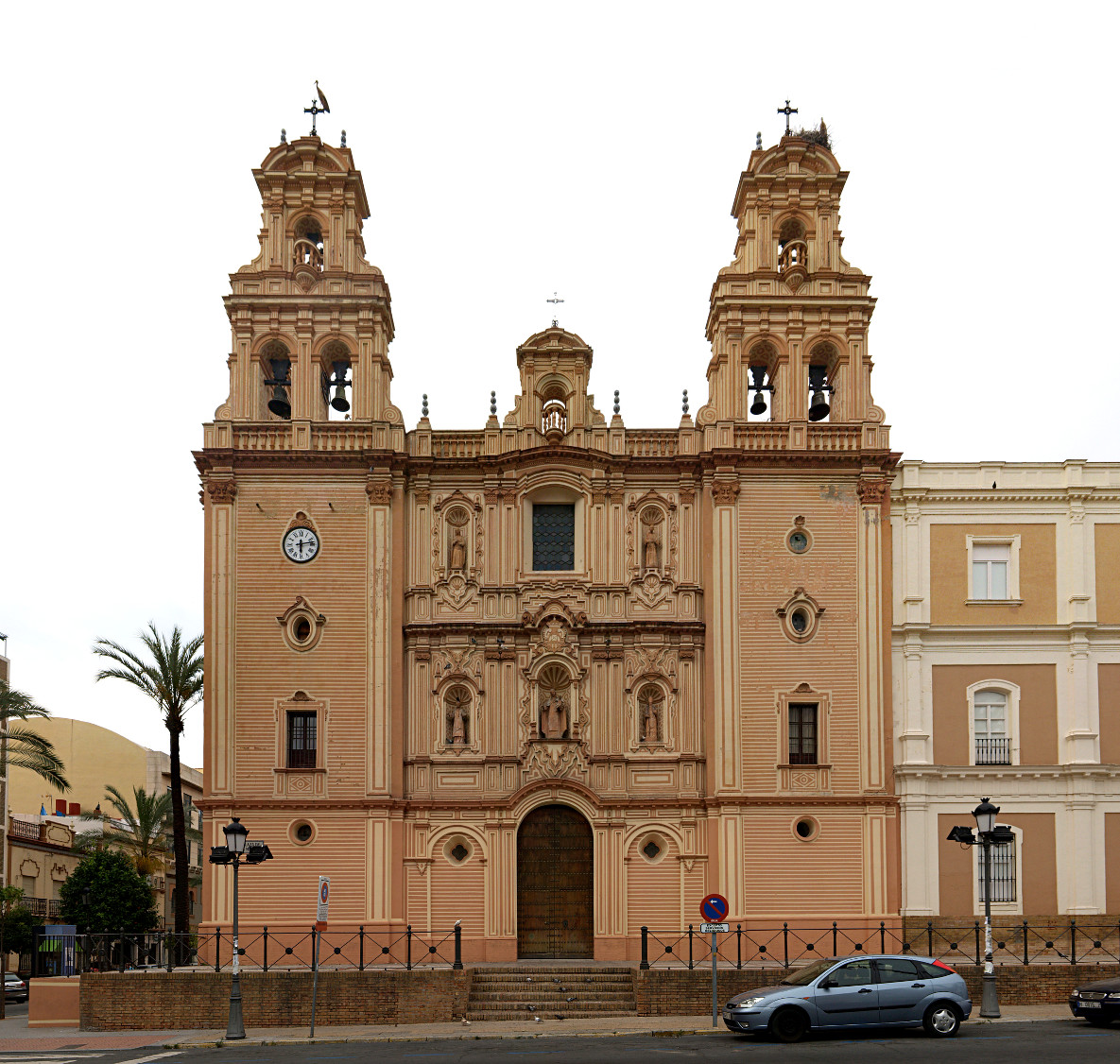
Katedralen i Huelva.

Huelva (spanskt uttal: [ˈwelβa]
 ( lyssna)) är en stad och kommun i den autonoma regionen Andalusien i sydvästra Spanien. Staden ligger cirka 85,5 kilometer väster om Sevilla. Huelva är huvudort i provinsen med samma namn. Kommunen har 143 290 invånare (2024), på en yta av 151,63 km².
Staden ligger vid den så kallade Tierra llana ("Platta slätten"), i sammanflödet av floderna Tinto och Odiel, som hör till Guadianabäckenet. Staden är provinshuvudort sedan 1833 och har varit stad sedan 1876.
Den 3 augusti 1492 avseglade Christofer Columbus från Palos de la Frontera vid Huelva med sitt flaggskepp, karacken Santa Maria, liksom de båda karavellerna Niña och Pinta.